# Elser
Elser is een Duitse film uit 2015 onder regie van Oliver Hirschbiegel. De film ging in première op 12 februari op het Internationaal filmfestival van Berlijn (buiten competitie).

## Verhaal
De meubelmaker Georg Elser plaatste op 8 november 1939 een bom in de Bürgerbräukeller in München met de bedoeling Adolf Hitler te doden. Indien deze aanslag gelukt zou zijn, had dit grote invloed gehad voor de op hand zijnde oorlog. Door onvoorziene omstandigheden ontploft de bom pas 13 minuten nadat Hitler en andere nazikopstukken het pand verlaten hebben. Bij de aanslag vallen 63 gewonden en 8 doden en Elser wordt tijdens zijn vlucht opgepakt aan de Duits-Zwitserse grens.

## Rolverdeling
| Acteur              | Personage            |
| ------------------- | -------------------- |
| Christian Friedel   | Georg Elser          |
| Katharina Schüttler | Elsa                 |
| Burghart Klaussner  | Arthur Nebe          |
| Johann von Bülow    | Heinrich Müller      |
| Felix Eitner        | Hans Eberle          |
| David Zimmerschied  | Josef Schurr         |
| Rüdiger Klink       | Erich                |
| Simon Licht         | SS Obergruppenführer |
| Cornelia Köndgen    | Maria Elser          |
| Lissy Pernthaler    | Protokolführerin     |